# Abdullah Ercan
Abdullah Ercan (Istanbul, 8 dicembre 1971) è un allenatore di calcio ed ex calciatore turco, di ruolo centrocampista o difensore.

## Palmarès

### Giocatore

#### Competizioni nazionali
- Campionato turco: 1

Fenerbahçe: 2000-2001
- Coppa di Turchia: 2

Trazbonspor: 1991-1992, 1994-1995
- Supercoppa di Turchia: 1

Trazbonspor: 1995